# 明治書院
株式会社明治書院（めいじしょいん）は、東京都新宿区にある日本の出版社。

## 概要
1896年（明治29年）、三樹一平（1859-1924）が、国文学・漢文学・国語教育の専門出版社として創業。社名は三樹の遠縁である文学者・落合直文が命名。与謝野鉄幹が編集長を務めた。
1933年（昭和8年）には徳富蘇峰の民友社を吸収、1934年（昭和9年）には高島米峰の丙午出版社を買収した。「国漢の明治」と称され、特に後述する『新釈漢文大系』を刊行重版しており漢文学界で多大な貢献がある。
三樹一平は安政6年神奈川県生まれ。横浜師範学校卒業、小学校訓導、郡役所書記などを務めたのち上京、教科書出版社の文学社に入社、独立して明治書院を創業、与謝野鉄幹の『東西南北』を刊行した。4代目社長は森下松衛（1876-1958）で、群馬県出身、國學院大學卒、明治書院に入社し、社長。日本教科図書販売株式会社（現・日教販）の発起人総代となった。その後の歴代社長は、文入宗義、三樹彰（1915-2002）などと続く。2016年9月に、創業家の三樹蘭が女性として初めて社長に就任。
『新釈漢文大系』（全120巻）は明治書院の看板書目で、岩波書店の『日本古典文学大系』、筑摩書房の『現代日本文学大系』と並んで、『三大文学全集』と呼ばれている。2018年、同シリーズで第72回毎日出版文化賞、第66回菊池寛賞を受賞した。
他にも、現在、高等学校国語（現代文、古典）の検定教科書をはじめ、日本文学・漢文学・国語教育他、関連ジャンルも出版する。    
関連会社、真珠書院(昭和39年11月3日創業 )において、教科書ガイド、学習参考書、実用書、パール文庫を出版する。
文庫

## 出版物の特長

### 教科書
「文部科学省検定済教科書」
高等学校国語教科書専業。

### 一般書・研究書
国語国文、漢文関係の学術書など
品切れ・絶版のものでも、問い合わせの多い書籍については1冊から受注生産してくれるサービスがある。

## 主な出版物

### 検定教科書
高校の教科「国語」は旧課程は6科目、明治書院から出版されている検定教科書は8種類。
| 国語総合（旧課程H25～） | 『精選 国語総合（現代文編）』『精選 国語総合（古典編）』『高等学校 国語総合』 |
| 現代文B（旧課程H26～）  | 『精選 現代文B』『高等学校 現代文B』                                          |
| 古典B（旧課程H26～）    | 『精選古典B（古文編）』『精選古典B（漢文編）』『高等学校 古典B』              |
| 現代文A（旧課程H26～）  | なし                                                                          |
| 古典A（旧課程H26～）    | なし                                                                          |
| 国語表現                | なし                                                                          |

令和4年度からの新課程は6科目、明治書院から出版されている検定教科書は6種類。
| 現代の国語（新課程R4～） | 『精選 現代の国語』                              |
| 言語文化（新課程R4～）   | 『精選 言語文化』                                |
| 論理国語（新課程R5～）   | 『精選 論理国語』                                |
| 文学国語（新課程R5～）   | 『精選 文学国語』                                |
| 国語表現                 | なし                                             |
| 古典探究（新課程R5～）   | 『精選 古典探究 古文編』『精選 古典探究 漢文編』 |

### 準拠版
| 国語総合（新課程H25～） | 『精選 国語総合（現代文編）学習課題ノート』『精選 国語総合（古典編）学習課題ノート』『高等学校 国語総合学習課題ノート』 |
| 現代文B（新課程H26～）  | 『精選 現代文B学習課題ノート』『高等学校 現代文B学習課題ノート』                                                        |
| 古典B（新課程H26～）    | 『精選古典B（古文編）学習課題ノート』『精選古典B（漢文編）学習課題ノート』『高等学校 古典B学習課題ノート』              |

### 問題集　新入生用
- 『高等学校　国語入門　改訂版』

### 辞典
- 日本語学研究事典
- 日本語文法大辞典
- みんなの日本語事典
- 東京ことば辞典
- 日本古典文学大事典
- 日本現代文学大事典
- 日本現代小説大事典
- 名歌名句大事典
- 典拠検索 新名歌辞典
- 俳句大観
- 俳諧大辞典
- 三句索引 新俳句大観
- 漢籍解題
- 漢字百科大事典
- 平仄（ひょうそく）字典
- 手書きのための漢字字典
- 現代日本語方言大辞典
- 日本語表現活用字典
- 世界名言大辞典
- 世界ことわざ辞典
- 出典のわかる故事成語・成句辞典
- 名作あらすじ事典
- 精選国語辞典 新訂版
- 最新詳解古語辞典
- 新釈漢和辞典 新訂版

### 大系・講座・叢書
- 新釈漢文大系　全120巻別巻1
- 新釈漢文大系　詩人編　全12巻
- 中国古典小説選　全12巻
- 新編漢文選　全10巻
- 研究資料漢文学　新装版　全11巻
- 新研究資料現代日本文学　全7巻
- 展望現代の詩歌　全11巻
- 現代日本語講座　全6巻
- 講座日本語と日本語教育　全16巻
- 品詞別学校文法講座　全8巻
- 講座 ITと日本語研究　全8巻
- 和歌文学大系　全80巻別巻1
- 新俳句講座　全6巻
- 謡曲大観　全7巻
- 私家集大成
- 対訳西鶴全集　全18巻
- 日本のことばシリーズ　全48巻
- 「日本語学」特集テーマ別ファイル

### 研究書・注釈書
| 古典文学       | 万葉集全講、吉田金彦著作選、大鏡全注釈、蕉風俳諧における＜季語・季題＞の研究 など                                         |
| 近代・現代文学 | 漱石と子規の漢詩、芥川龍之介事典、北原白秋研究、井伏鱒二事典、谷崎潤一郎－小説の構造－、国木田独歩－初期作品の世界－ など |
| 図書寮叢刊     | 九条家本玉葉、看聞日記 など                                                                                               |
| 短歌・俳句     | 新芭蕉俳句大成、石鼎窟夜話 など                                                                                           |
| 中国文学       | 補註 論語集註 新装増訂版、知のユーラシア など                                                                             |
| 外国文学史     | アメリカ文学史、イギリス文学史、フランス文学史、ロシア文学史、ドイツ文学史                                                |
| 日本語学       | 海外の日本語、和英語林集成の研究、日本語史の研究と資料、国語論究 など                                                     |

### 国語教育
- 高等学校国語科　授業実践報告集　全6巻
- 国語の授業を変える　全3巻
- 国語問題総覧シリーズ
- 問題データベースCD－ROMシリーズ

### 一般書
- 漢文訓読入門
- よくわかる文章表現の技術シリーズ
- 知的な創造のヒントシリーズ
- 新書漢文大系
- はじめて読む唐詩
- 能力トレーニングシリーズ
- 東京10000歩ウォーキングシリーズ
- 作法叢書
- 学習参考書
- 学びやぶっくシリーズ
- 就職対策
- 漢字検定問題集

など

### 児童書
- こども論語塾
- 寺子屋シリーズ
- 脳でわかるサイエンスシリーズ

など

### 雑誌
- 日本語学